# استیون بوردو
استیون بوردو (انگلیسی: Stephen Bourdow؛ زادهٔ january ۲, ۱۹۶۶ (۵۹ سال)) ورزشکار اهل ایالات متحده آمریکا است.
وی در مسابقات کشوری و بین‌المللی در مجموع برندهٔ ۱ مدال نقره شده‌است.